# Dumitru Crudu
Dumitru Crudu   (Florițoaia Nouă, 8 de novembre de 1967) és un escriptor moldau.
La seva obra literària és àmpliament reconeguda a Moldàvia i Rússia. Es caracteritza per una prosa precisa i una profunda exploració de la psicologia dels seus personatges, especialment en el marc del seu país natal. Els temes recurrents en la seva obra inclouen la complexitat de la identitat nacional i personal, les tensions socials i polítiques, i la lluita per trobar sentit en un món canviant. La seva escriptura sovint reflecteix la realitat social i històrica de Moldàvia, oferint una visió penetrant de la vida en aquesta regió. A través del seu treball, Crudu ha contribuït significativament a la literatura moldava i continua sent una figura important en el panorama literari contemporani.